# ノルベルト・フォラツェン
ノルベルト・フォラツェン（Norbert Vollertsen、1958年2月10日 - ）は、ドイツ連邦共和国（西ドイツ）出身の医師。

## 経歴

### 反乱する医師
西ドイツのデュッセルドルフ生まれ。1985年に医師国家試験に合格。専門は小児科。モルディブで医師として働き、旅行者の女性と知り合い結婚。1989年ドイツに戻ってゲッティンゲンで医院を開業。四男をもうける。ドイツで行われている医療が技術や薬品にばかり関心が集中して人間に目が向いていないと考え、抗議活動を始める。患者一人当たりの医師数が少なすぎるとして担当官庁や医師会に対してデモを行う。
1998年、裁判所の法廷内で陸上競技のスターターや注射器を使った抗議行動を行い、退廷を命じられると抗議の意をこめて階段を自ら転げ落ちた。この行動により3000マルク（約20万円）の罰金刑。「反乱する医師」という評判を得る。
夫人と別居状態にあった1999年3月23日、彼は映画館で映画『パッチ・アダムス トゥルー・ストーリー』を見て感動する。折しも雑誌『COSMOPOLITAN』に載っていた星占いでこの年自分の身に大きな変化が起きると読んでいた彼は、翌日自分の医院をたたんでドイツの医療人道支援団体Cap Anamurに登録した。Cap Anamurではフォラツェンに派遣先としてスーダンと朝鮮民主主義人民共和国（北朝鮮）を提示したが、どの本屋に行っても北朝鮮の旅行ガイドが見つからないことから、彼は北朝鮮を選択した。こうして18か月に及ぶ彼の北朝鮮での医療活動が始まった。

### 北朝鮮での医療活動
1999年7月から北朝鮮で人道的な医療活動を始めた。最初の任地は海州市近くの病院だった。最初の手術は若い女性の盲腸手術だったが、麻酔薬がないため、患者を手で押さえて麻酔なしで手術を行った。痛みのあまり患者は涙を流したが泣き声は上げなかった。この病院には医薬品も消毒液も注射針も、そして石鹸さえも無かった。床には血痕が残ったまま、トイレもなく、水はバケツで運んでいた。専用の照明もなく、手術台は少しでもよく見えるようにと窓際にあった。
あるとき彼は粗末な病院で不潔な包帯を巻くだけで放置されている、溶けた鉄を浴びて全身の三分の二に大火傷を負った瀕死の工場労働者を見つけた。皮膚移植手術が行われることになったが、フォラツェンやドイツ人の同僚は治療のために自らの皮膚を提供した。メスがないので彼を含む150人の提供者は剃刀で皮膚を切った。奇跡的にこの患者は助かった。彼は二度にわたり自分の皮膚を提供したが、この行動が北朝鮮メディアに報じられて彼は有名人になり、ついには北朝鮮政府からメダルを授与され、一時は（彼の言によれば）外国人としては例外的なVIP待遇を受けていた。朝鮮語を学んで運転免許を取得し、車さえも所有した。現地人「通訳兼ガイド」（実際は監視役）なしでの外出が許され、西側諸国の人間が行ったことのない場所にも立ち入りを許された。
彼はその眼で、国民に飢餓が広がってまともな食料、水、暖房、衛生処置もない一方で、朝鮮労働党の要人が運転手つきのメルセデス・ベンツで外出し、洋食を楽しみカジノで興じる矛盾を目撃する。彼は10の病院と31の孤児院を訪問し、その惨状を極秘に写真を撮影した。抗生物質も包帯もなく、大きな手術は全く行われていなかった。平壌にはキリスト教徒が3000人いると聞いて教会に赴いたが、礼拝堂の椅子には埃がかかり、日曜日の礼拝を見かけることはついになかった。老女ばかりか8歳か9歳の男の子が夜間の道路建設工事に駆り出されているのも見た。ある日ドイツ人の同僚と出かけた先で、路上に死体が転がっているのを見つけて運転手に停車を命じたが、その遺体にはかつてドイツ民主共和国（東ドイツ）でよく見られた明らかな拷問の跡があった。その時の運転手とガイドは翌日交替させられ、二度と会うことはなかった。
この国は二つの階級からなる社会であり、飢餓は人工的なものであるとフォラツェンは確信する。2000年10月、折しもアメリカ合衆国のマデレーン・オルブライト国務長官が北朝鮮を訪問していたことを利用して、外国メディアにこの惨状を告発した。援助団体が自ら物資を配ることが許されないため、人道援助は貧困層には全く届いておらず、そうした物資は党員や軍が横領して売りさばいている、と。北朝鮮メディアは一転彼を「アナーキスト」と断じて攻撃し、また車のタイヤの空気やブレーキオイルが抜かれるなどの嫌がらせを受けた。2000年12月30日、北朝鮮刑法第45条「破壊活動分子」の咎を受け、フォラツェンは中華人民共和国行の列車に乗せられて国外追放された。

### 人権活動家
フォラツェンはすぐに北朝鮮国民への人道支援と脱北者への援助活動を始める。援助物資をもって板門店に赴き、停戦ラインを越えようとして逮捕されたこともある。2002年には風船に小型ラジオをつけて海や停戦ラインから北朝鮮国内に飛ばそうとしたが、無届けデモの咎で大韓民国の警察に逮捕された。韓国政府の「太陽政策」に反対はしていないが、北朝鮮の人権状況が公表されない限りは評価していない。北朝鮮国内の「教化所」をナチスの強制収容所になぞらえ、金正日総書記をジェノサイドの罪で告発している。
2005年1月から3月までスマトラ島沖地震の津波被害者支援のためインドネシアのアチェで医療活動に従事したが、そこで余ったドイツからの支援物資を携えて韓国に赴き、無届けの反北デモに参加した。2005年3月21日にコンドリーザ・ライス国務長官が大韓民国を訪問した際にはその前で北朝鮮に抗議するプラカードを掲げようとしたが、アメリカの保安要員に排除された。韓国政府は2005年6月4日に彼を国外追放処分にした。韓国内で北朝鮮人のデモ隊に襲われたが、その時、韓国警察は制止してフォラツェンを助けるどころか殴りつけたと告発し、また自分やドイツにいる家族が何者かに脅迫されていると主張している 。同年6月にはソウルにて北朝鮮に関する講演を行ったため、暴漢に襲われたとも主張している。2007年10月に韓国の盧武鉉大統領が南北首脳会談のため訪朝した際には、ソウルにある中継プレスセンターに乱入して排除された。

著書『北朝鮮を知りすぎた医者 国境からの報告』（Diary of a mad place, ISBN 1893554872）は日本で先行発売され、ベストセラーになった。

## 参照
1. ↑   著書「北朝鮮を知りすぎた医者　脱北難民支援記」2003年草思社、ISBN 4-7942-1207-0、P122
2. ↑  Koehler, Robert (2006年9月25日). “Things Getting Darker for Vollertson”.   The Marmot's Hole. 2007年7月9日閲覧。
3. ↑  ベストセラー (ノンフィクション　2003年　上半期)